# Filippo Torrigiani

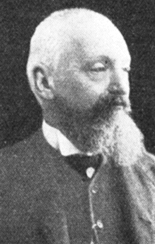
Filippo Torrigiani

Filippo Torrigiani (* 19. März 1851 in Florenz; † 17. Februar 1924 ebenda) war ein Diplomat und Politiker im Königreich Italien, der unter anderem zwischen 1882 und 1909 Mitglied der Abgeordnetenkammer (Camera dei deputati) sowie von 1909 bis zu seinem Tode 1924 Mitglied des Senats (Senato del Regno) war. Am 27. November 1897 wurde ihm durch Königliches Dekret der Titel eines Marchese verliehen. Er war 1900 sowie von 1904 bis 1909 Vizepräsident der Abgeordnetenkammer sowie zwischen 1921 und 1923 mit einer kurzen Unterbrechung Vizepräsident des Senats.

## Leben

### Familiäre Herkunft, Diplomat und Kommunalpolitiker

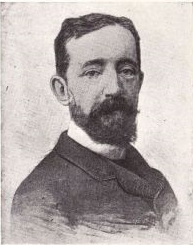
Sein älterer Bruder Piero Torrigiani war ebenfalls Mitglied der Abgeordnetenkammer und Senator.

Filippo Torrigiani, ein Nachkomme aus dem langobardischen Adelsfamilie Malaspina, war der Sohn von Luigi Torrigiani und dessen Ehefrau Elisabetta Paolucci sowie ein jüngerer Bruder von Piero Torrigiani, der ebenfalls Mitglied der Abgeordnetenkammer und Senator war. Nach einem Studium der Rechtswissenschaften, das er mit einem Laurea in giurisprudenza beendete, trat am 4. Februar 1870 in den diplomatischen Dienst ein. Er wurde am 4. Februar 1870 erst Attaché an der Gesandtschaft in Belgien und daraufhin am 11. August 1870 an der Gesandtschaft im Königreich Preußen. Am 6. Juni 1872 wurde er zum Attaché an der Gesandtschaft im Russischen Kaiserreich ernannt, trat dieses Amt allerdings nicht an, und schied am 4. Februar 1873 wieder aus dem diplomatischen Dienst.
Neben einer Tätigkeit als Rechtsanwalt begann er sein politisches Engagement in der Kommunalpolitik für die Rechte (Destra) und wurde am 23. Januar 1878 Ritter des Ordens der Heiligen Mauritius und Lazarus. Er war zwischen dem 13. Juli 1879 und dem 26. November 1903 als Mitglied des Stadtrates (Consigliere comunale) von Florenz. Zugleich fungierte er vom 7. August 1879 bis zum 12. Oktober 1883 als Rechtsassessor von Florenz und war darüber hinaus Mitglied des Rates der Provinz Florenz sowie zeitweise Vizepräsident des Rates dieser Provinz.

### Mitglied der Abgeordnetenkammer und Senator
Bei der Parlamentswahl am 29. Oktober und am 5. November 1882 wurde Torrigiani erstmals zum Mitglied der Abgeordnetenkammer (Camera dei deputati) gewählt und gehörte dieser nach seinen darauf folgenden Wiederwahlen vom 22. November 1882 bis zum 8. Februar 1909 an. Während seiner langjährigen Mitgliedschaft war er Mitglied zahlreicher Ausschüsse. In der 19. Legislaturperiode war er vom 13. Januar 1895 bis zum 2. März 1897 Vizepräsident des Ständigen Wahlausschusses (Giunta permanente per le elezioni) sowie in der 21. Legislaturperiode zwischen dem 16. Juni und seinem Rücktritt am 1. Juli 1900 kurzzeitig Vizepräsident der Abgeordnetenkammer. In der 22. Legislaturperiode fungierte er vom 30. November 1904 bis zum 8. Februar 1909 erneut als Vizepräsident der Abgeordnetenkammer sowie dem 2. Dezember 1904 und dem 8. Februar 1909 darüber hinaus abermals als Vizepräsident des Ständigen Wahlausschusses. Am 27. November 1897 wurde ihm durch Königliches Dekret der Titel eines Marchese verliehen.
Nach seinem Ausscheiden aus der Abgeordnetenkammer wurde Filippo Torrigiani am 4. April 1909 zum Mitglied des Senats (Senato del Regno) ernannt, dem er vom 26. Mai 1909 bis zu seinem Tode am 17. Februar 1924 angehörte. Für seine Verdienste wurde er am 29. Juni 1905 Großoffizier des Ordens der Heiligen Mauritius und Lazarus. Er war zwischen dem 1. März 1910 und dem 30. Juni 1911 sowie vom 1. Juli 1913 bis zum 30. Juni 1917 Mitglied des Obersten Rates für öffentlichen Unterricht (Consiglio superiore della pubblica istruzione) sowie zugleich zwischen dem 2. Dezember 1913 und dem 29. September 1919 Mitglied des Geschäftsordnungsausschusses (Commissione per il regolamento interno). Er fungierte zwischen dem 14. Dezember 1914 und dem 29. September 1919 sowie erneut vom 4. Dezember 1919 bis zum 30. Januar 1921 als Sekretär des Senatspräsidiums. Er wurde des Weiteren am 29. April 1918 Mitglied der Untersuchungskommission über die Ausfuhrbewegungen während des Ersten Weltkrieges und fungierte zwischen 6. Dezember 1919 und dem 7. April 1921 erneut als Mitglied des Geschäftsordnungsausschusses.  
Torrigiani war vom 30. Januar bis zum 7. April 1921 sowie erneut zwischen dem 14. Juni  1921 und dem 10. Dezember 1923 Vizepräsident des Senats. Am 4. August 1921 wurde ihm das Großkreuz des Ordens der Heiligen Mauritius und Lazarus verliehen. Er engagierte sich zudem zwischen 1896 und 1898, 1911 bis 1921 und erneut 1923 als Präsident und Superintendent des Instituts für Sozialwissenschaften (Istituto Superiore di Scienze Sociali e Politiche „Cesare Alfieri di Sostegno“) in Florenz sowie als Präsident des dortigen Musikinstituts (Istituto musicale „Luigi Cherubini“). Für seine Verdienste wurde er des Weiteren Kommandeur des Ordens der Krone von Italien sowie Ritter des Souveränen Malteserordens. Aus seiner Ehe mit Cristina Malaspina gingen die drei Söhne Migliore, Alessandro und Giovanni Torrigiani hervor.